# Razamanaz (Nazareth)
Razamanaz è il terzo album del gruppo musicale britannico Nazareth, uscito nel maggio del 1973 per l'etichetta Mooncrest Records.

## Tracce
Brani composti da Dan McCafferty, Manny Charlton, Pete Agnew e Darrell Sweet, eccetto dove indicato.
Lato A
1. Razamanaz – 3:48
2. Alcatraz – 4:18 (Leon Russell)
3. Vigilante Man – 5:22 (Woody Guthrie)
4. Woke Up This Morning – 3:50

Durata totale: 17:18
Lato B
1. Night Woman – 3:25
2. Bad, Bad Boy – 3:54
3. Sold My Soul – 4:47
4. Too Bad, Too Sad – 2:53
5. Broken Down Angel – 3:44

Durata totale: 18:43
Edizione CD del 1996, pubblicato dalla Essential Records (ESMCD 370)
Brani composti da Dan McCafferty, Manny Charlton, Pete Agnew e Darrell Sweet, eccetto dove indicato.
1. Razamanaz
2. Alcatraz (Leon Russell)
3. Vigilante Man (Woody Guthrie)
4. Woke Up This Morning
5. Night Woman
6. Bad, Bad Boy
7. Sold My Soul
8. Too Bad, Too Sad
9. Broken Down Angel
10. Hard Living – Bonus Track - B-Side to Bad Bad Boy single in the UK - Released July 1973
11. Spinning Top – Bonus Track - Also B Side to Bad Bad Boy single in the UK - Released July 1973
12. Woke Up This Morning – Bonus Track - Alternate (Original) Version - Released on Exercises album 1972
13. Witchdoctor Woman – Bonus Track - B-Side to Broken Down Angel single - Released July 1973

Edizione CD del 2001, pubblicato dalla Eagle Records (EAMCD132)
Brani composti da Dan McCafferty, Manny Charlton, Pete Agnew e Darrell Sweet, eccetto dove indicato.
1. Razamanaz
2. Alcatraz (Leon Russell)
3. Vigilante Man (Woody Guthrie)
4. Woke Up This Morning
5. Night Woman
6. Bad, Bad Boy
7. Sold My Soul
8. Too Bad, Too Sad
9. Broken Down Angel
10. Hard Living – Bonus Track
11. Spinning Top – Bonus Track
12. Razamanaz – Bonus Track - Alternate Edit

## Formazione
- Dan McCafferty - voce solista
- Manuel Charlton - chitarra elettrica, chitarra acustica, chitarra slide, banjo, accompagnamento vocale
- Pete Agnew - basso, accompagnamento vocale
- Darrell Sweet - batteria, percussioni, accompagnamento vocale

Note aggiuntive
- Roger Glover - produttore
- Bill Fehilly - produttore esecutivo
- Registrazione effettuata al Group's Ganghut di Jamestown, Scozia con la Pye Mobile Unit
- Mixato al A.I.R. Studios di Londra